# جزيرة بلى
جزيرة بلي إحدى قرى مركز بنها التابع لمحافظة القليوبية بجمهورية مصر العربية.

## السكان
بلغ عدد سكان جزيرة بلي 16498 نسمة، حسب الإحصاء الرسمي لعام 2006.